# 西蒙夕 (印地安納州)
西蒙夕（英語：West Muncie）是位於美國印地安納州特拉華縣的一個非建制地區。該地的面積和人口皆未知。

## 地理
西蒙夕的座標為40°10′15″N 85°28′53″W / 40.17083°N 85.48139°W，而該地的平均海拔高度為282米（即925英尺）。